# Henry Nilsson (konstnär)
Nils Henry Nilsson, född 12 maj 1872 i Gulastorp i Ignaberga socken i Skåne, död 7 januari 1922 i Hässleholm, (folkbokförd i Domkyrkoförsamlingen i Göteborg), var en svensk skulptör.
Han var son till kvarnägaren, kyrkovärden och senare sparbanksdirektören Nils Månsson. Efter studier i Sverige studerade han under en tid skulptur i Frankrike. Han medverkade med skulpturerna Prolitär, Charlatan och Gårdfarihandlaren i Konstföreningen för södra Sveriges samlingsutställning i Lund 1911 och i några av Skånska konstnärslagets utställningar på olika platser i Skåne. Han tilldelades ett pris vid Parissalongen 1921 för sin skulptur Narcissos. Han var huvudsakligen verksam med skulptural utsmyckning av kyrkor och för Hässleholms kyrka utförde han en korsfästelserelief på predikstolen och två apostlafigurer till altaret. Han utförde dekorativa arbeten för bland annat Masthuggskyrkan, Starrkärrs kyrka, Lyse kyrka och Utby kyrka. Nilsson är representerad vid Hembygdsföreningen i Hässleholm.